# Self-Transcendence 12+24 Stunden-Lauf-Basel

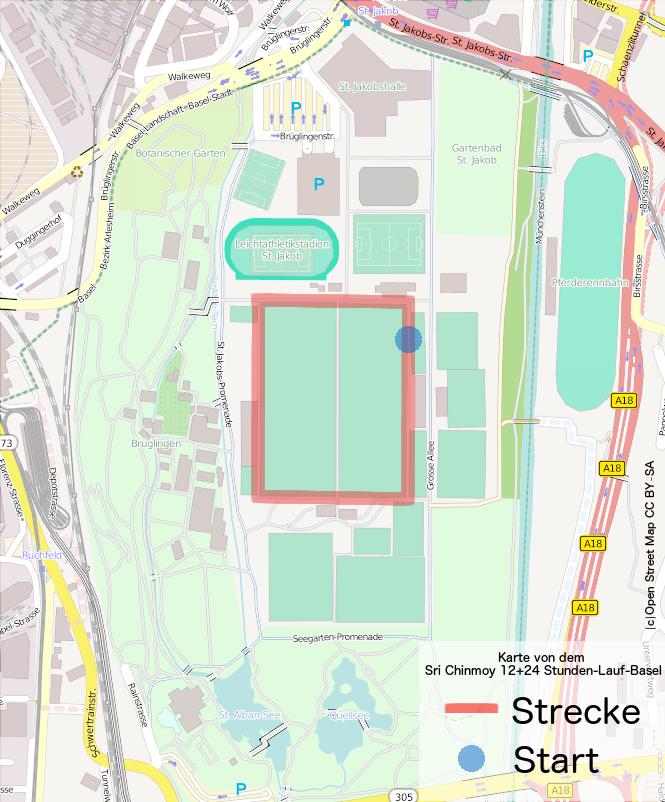
Karte

Der Self-Transcendence 12+24 Stunden-Lauf-Basel wird auf der Sportanlage St. Jakob im Zentrum von BaselKoordinaten: 47° 32′ 11″ N, 7° 37′ 10″ O; CH1903: 613610 / 265085 ausgetragen, auf einem Rundkurs von 1,1 Kilometer Länge. Veranstalter ist das Sri Chinmoy-Marathon-Team. Der Lauf findet jährlich im Mai statt.

## Geschichte
Seit 1988 gibt es den Lauf in Basel. 1993 und 1997 wurde die Europameisterschaft und 1993, 1999 die Deutschen Meisterschaften im 24-h-Laufen organisiert. Von 2012 bis 2014 wurde die Schweizer Meisterschaft im 24-Stunden Laufen ausgetragen. Liveübertragen über das Internet wurde der Lauf von 2010–2016. 2015 wurde die Schweizer Meisterschaft im 12-Stunden-Laufen veranstaltet. 2016 wurde die Deutsche Meisterschaft im 24-Stunden-Straßenlaufen und die Schweizer Meisterschaften im 24-Stunden-Laufen in Basel ausgetragen. 2017 die Schweizer Meisterschaften im 12-Stunden-Laufen.

## Rekorde

### International
1998 lief Yiannis Kouros 290,22 km bei den Männern. Es ist der Streckenrekord und zugleich der derzeit bestehende 24-Stunden-Weltrekord auf der Straße.
Sigrid Lomsky lief 1993 243,65 km bei den Frauen, womit sie einen neuen Weltrekord aufstellte, der bis 2011 ungebrochen war. 2016 lief die Schwedin Maria Jansson 242,68 km und stellte damit die Jahresweltbestleistung und neuen schwedischen Rekord auf.

### Schweiz
1996 konnte Hans-Peter Brönnimann den Schweizer 24-Stunden-Rekord verbessern, der bis heute ungebrochen ist. 2000 stellte Ursula Adler mit 203,82 km einen neuen Schweizer Rekord im 24-Stunden-Laufen auf. Den Denise Zimmermann 2012 mit 206,90 km brach. 2014 verbesserte sie ihren eigenen bestehenden Rekord auf 210,55 km. Und 2015 holte sie sich den Rekord in Basel mit 221,41 km wieder zurück.

### Deutschland
Es gibt drei aktuelle (Stand Mai 2016) deutsche Rekorde im 12- und 24-Stunden-Laufen, die in Basel aufgestellt wurden.
| Datum      | Stunden    | Athletin        | Land        | km     | Altersklasse              |
| ---------- | ---------- | --------------- | ----------- | ------ | ------------------------- |
| 02.05.1993 | 24 Stunden | Sigrid Lomsky   | Deutschland | 243.65 | Weiblich 50 (50–54 Jahre) |
| 01.05.2016 | 12 Stunden | Sigrid Hoffmann | Deutschland | 122.49 | Weiblich 50 (50–54 Jahre) |

| Datum      | Stunden    | Athlet           | Land        | km     | Altersklasse            |
| ---------- | ---------- | ---------------- | ----------- | ------ | ----------------------- |
| 01.05.2016 | 12 Stunden | Norbert Hoffmann | Deutschland | 101.56 | Männer 75 (75–79 Jahre) |

## Siegerliste
Siegerliste 24-Stunden-Lauf (Streckenbestzeit farbig unterlegt)
| Datum | Austragung | Männer                                                                       | Männer                | Männer  | Frauen                 | Frauen                      | Frauen  |
| Jahr  |            | Land                                                                         | Athleten              | km      | Land                   | Athletinnen                 | km      |
| ----- | ---------- | ---------------------------------------------------------------------------- | --------------------- | ------- | ---------------------- | --------------------------- | ------- |
| 1988  | 1          | Frankreich                                                                   | Jacky Frick           | 247,86  | Deutschland            | Christel Vollmerhausen      | 177,75  |
| 1989  | 2          | Frankreich                                                                   | Jacky Frick           | 239,15  | Schweiz                | Tarangini Helen Westreicher | 165,82  |
| 1990  | 3          | Schweiz                                                                      | Gennadiy Groshev      | 254,84  | Deutschland            | Renate Nierkens             | 183,16  |
| 1991  | 4          | Ukraine                                                                      | Valeriy Khristenok    | 240,98  | Italien                | Maria-Teresa Nardin-Bini    | 200,75  |
| 1992  | 5          | Russland                                                                     | Anatoliy Kruglikov    | 242,87  | Australien             | Helen Stanger               | 206,49  |
| 1993  | 6          | Deutschland                                                                  | Helmut Dreyer         | 259,26  | Deutschland            | Sigrid Lomsky               | 243,65  |
| 1994  | 7          | Ungarn                                                                       | Andras Low            | 242,29  | Ungarn                 | Marianna Nagy               | 185,39  |
| 1995  | 8          | Schweiz                                                                      | Hans-Peter Brönnimann | 234,79  | Dänemark               | Anni Loenstad               | 217,75  |
| 1996  | 9          | Schweiz                                                                      | Hans-Peter Brönnimann | 217,75  | Deutschland            | Inge Ludwig                 | 203,15  |
| 1997  | 10         | Russland                                                                     | Vladimir Tivikov      | 249,03  | Russland               | Irina Reutovich             | 236,28  |
| 1998  | 11         | Griechenland                                                                 | Yiannis Kouros        | 290,22  | Russland               | Nadezda Tarasova            | 213,64  |
| 1999  | 12         | Deutschland                                                                  | Jens Lukas            | 252,98  | Deutschland            | Helga Backhaus              | 210,27  |
| 2000  | 13         | Vereinigtes Königreich                                                       | William Sichel        | 246,70  | Deutschland            | Helga Backhaus              | 215,75  |
| 2001  | —          | —                                                                            | —                     | —       | —                      | —                           | —       |
| 2002  | 14         | Schweiz                                                                      | Martin Wagen          | 226,70  | Deutschland            | Anke Drescher               | 186,44  |
| 2003  | 15         | Brasilien                                                                    | Valmir Nunes          | 242,60  | Österreich             | Surasa Paula Mairer         | 183,28  |
| 2004  | 16         | Österreich                                                                   | Christian Fatton      | 246,64  | Italien                | Monika Moling               | 152,48  |
| 2005  | 17         | Deutschland                                                                  | Thomas Wenning        | 225,79  | Italien                | Monika Moling               | 191,65  |
| 2006  | 18         | Schweiz                                                                      | Christian Fatton      | 242,29  | Spanien                | Rosario Munoz Olivares      | 205,96  |
| 2007  | 19         | Deutschland                                                                  | Ralf Steißlinger      | 242,23  | Deutschland            | Regina Berger-Schmitt       | 181,87  |
| 2008  | 20         | Deutschland                                                                  | Jens Lukas            | 245,05  | Schweiz                | Muriel Thomi                | 181,97  |
| 2009  | 21         | Deutschland                                                                  | Kai Horschig          | 212,68  | Deutschland            | Carmen Hildebrand           | 207,39  |
| 2010  | 22         | Deutschland                                                                  | Ludger Robert Böwer   | 238,17  | Deutschland            | Heike Christ                | 208,03  |
| 2011  | 23         | Lettland                                                                     | Viktors Rodionovs     | 225,05  | Deutschland            | Heike Christ                | 207,05  |
| 2012  | 24         | Vereinigtes Königreich                                                       | John Pares            | 235,58  | Schweiz                | Denise Zimmermann           | 206,90  |
| 2013  | 25         | Deutschland                                                                  | Günter Marhold        | 237,00  | Vereinigtes Königreich | Helen James                 | 213,57  |
| 2014  | 26         | Deutschland                                                                  | Günter Marhold        | 234,04  | Schweiz                | Denise Zimmermann           | 210,55  |
| 2015  | 27         | Deutschland                                                                  | Hilmar Langpeter      | 225,61  | Schweiz                | Denise Zimmermann           | 221,41  |
| 2016  | 28         | Österreich                                                                   | Dietmar Korntner      | 243,06  | Schweden               | Maria Jansson               | 242,68  |
| 2017  | 29         | Deutschland                                                                  | Maic Seegel           | 241,27  | Frankreich             | Fabienne Gehin              | 186,19  |
| 2018  | 30         | Schweiz                                                                      | Simon Schmid          | 213,78  | Frankreich             | Fabienne Gehin              | 203,81  |
| 2019  | 31         | Litauen                                                                      | Aleksandr Sorokin     | 272,708 | Niederlande            | Leonie Ton                  | 219,914 |
| 2020  | 32         | Ausgefallen aufgrund der COVID-19-Pandemie.                                  |                       |         |                        |                             |         |
| 2021  | 33         | Absage wegen der COVID-19-Pandemie. Nächste geplante Austragung im Mai 2022. |                       |         |                        |                             |         |